# البهجة المرضیة فی شرح الألفیة
البهجة المرضیة فی شرح الألفیة نام کتابی است در علم نحو که از آثار جلال‌الدین سیوطی محسوب می‌گردد. این کتاب شرحی بر کتاب الفیه ابن مالک می‌باشد. این کتاب به عنوان یکی از مهم‌ترین کتب ادبیات عرب و علم نحو در دانشگاه و حوزه علمیه مورد تدریس قرار گرفته و مورد توجه علمای ادبیات عرب است.
الفیه ابن مالک، شامل هزار بیت شعر با موضوع ادبیات عرب و علم نحو است. این اشعار را محمد بن عبدالله، ابن مالک الطائی الجیانی، أبو عبدالله، جمال الدین؛ ملقب به ابن مالک (درگذشت: ۶۷۲ه‍.ق) سروده‌است. سیوطی در تلاش است تا در کتاب بهجة المرضیه، مشکلات و سختی‌های اشعار را بر دیگر طالبان علم نحو روشن نماید. به این صورت که وی به صورت شرح مزجی، اقدام به شرح تک تک ابیات این شاعر نامی نموده‌است. گذراندن این کتاب یا جانشین آن شرح ابن عقیل، در پایه دوم حوزه‌های علمیه شیعه اجباری است.

## شروح
بر کتاب البهجة المرضیه سیوطی، که به صورت اختصار کتاب سیوطی خوانده می‌شود، شروح بسیاری نوشته شده‌است، از جمله:
- «مکررات المدرس؛ شرح السیوطی»، مدرس افغانی
- «الطریقة النقیه»، نقی نظری منفرد
- «المباحث النحویه، شرح سیوطی»، سید محمدجواد ذهنی
- «فوائد الحجتیة»، حجت هاشمی خراسانی
- «ترجمه شرح سیوطی»، سید علی همدانی، علی اکبر میرزایی
- «شرح فارسی بهجة المرضیه»، بهنام نوروزی